# Йеггелебен
Йеггелебен (нем. Jeggeleben) — община в Германии, в земле Саксония-Анхальт. 
Входит в состав района Зальцведель. Подчиняется управлению Зальцведель-Ланд.  Население составляет 397 человек (на 31 декабря 2006 года). Занимает площадь 19,59 км².